# Marcelo de Ancira
Marcelo de Ancira (m. c. 374) obispo y teólogo, amigo y partidario acérrimo de Atanasio. Fue uno de los obispos presentes en los Concilio de Ancira (314) y de Nicea.
En el Concilio de Nicea (en 325), Marcelo de Ancira combatió,  junto al obispo ortodoxo Atanasio, a los arrianos, incluso a los reconvertidos. 
Pocos años después del Concilio de Nicea, Marcelo escribió un libro contra Asterio, una figura prominente en el grupo que apoyó a Arrio. En este trabajo que se conserva solo fragmentariamente, fue acusado de mantener que la Trinidad de personas en la Deidad no era sino una dispensación transitoria. 
En el primer Concilio de Tiro (335)  convocado por Constantino I, fueron readmitidos los arrianos y condenados Atanasio y Marcelo de Ancira.
Fue depuesto en el Sínodo de Constantinopla (336) por su intransigencia y sus ideas teológicas de cariz sabelianista. En realidad Marcelo era simplemente antiorigeniano y se atenía a la terminología bíblica en cuestiones cristológicas. 
En el Concilio de Antioquia (344) fue repuesto y nuevamente desterrado en el 347. 